# Oospila leucostigma
Oospila leucostigma es una especie de polilla perteneciente a la familia Geometridae, descrita por el lepidopterólogo inglés William Warren en 1907, con distribución endémica en el sudeste de Perú. El sintipo de la especie fue descrita en los alrededores de La Oroya, por el Río Inambari, en el sudeste del pais, a una altitud de 3100 pies (944,9 m) sobre el nivel del mar.

## Descripción
Es una polilla mediana, con una envergadura de 24 milímetros (0,9 plg). El ala anterior es de color verde hierba con la costa de color hueso, densamente moteada de gris. Cuenta con un borde marginal de color crema, que comienza como un pequeño semicírculo, formando una proyección redondeada bilobulada y una mancha redondeada más grande en el ángulo anal que llega hasta dos tercios del margen interno. Las dos manchas más grandes están llenas de escamas de color gris oscuro, y el borde interno en su totalidad es de color gris oscuro. La línea marginal es de color gris oscuro. La mancha celular es de color blanco plateado, ovalada, en el extremo superior del espacio discocelular.
La cara y palpos son de color marrón rojizo opaco, mientras que el vértice y las antenas son blanquecinos. El tórax y los aspectos laterales del abdomen son verdes. El dorso del cuerpo es marrón rojizo con crestas y pelos color metálico. Las patas, el segmento anal y el abdomen inferior y patas son de color ocre blanquecino.